# Sainte-Terre
Sainte-Terre è un comune francese di 1 831 abitanti situato nel dipartimento della Gironda nella regione della Nuova Aquitania.

## Società

### Evoluzione demografica
Abitanti censiti